# Wynyard Hall

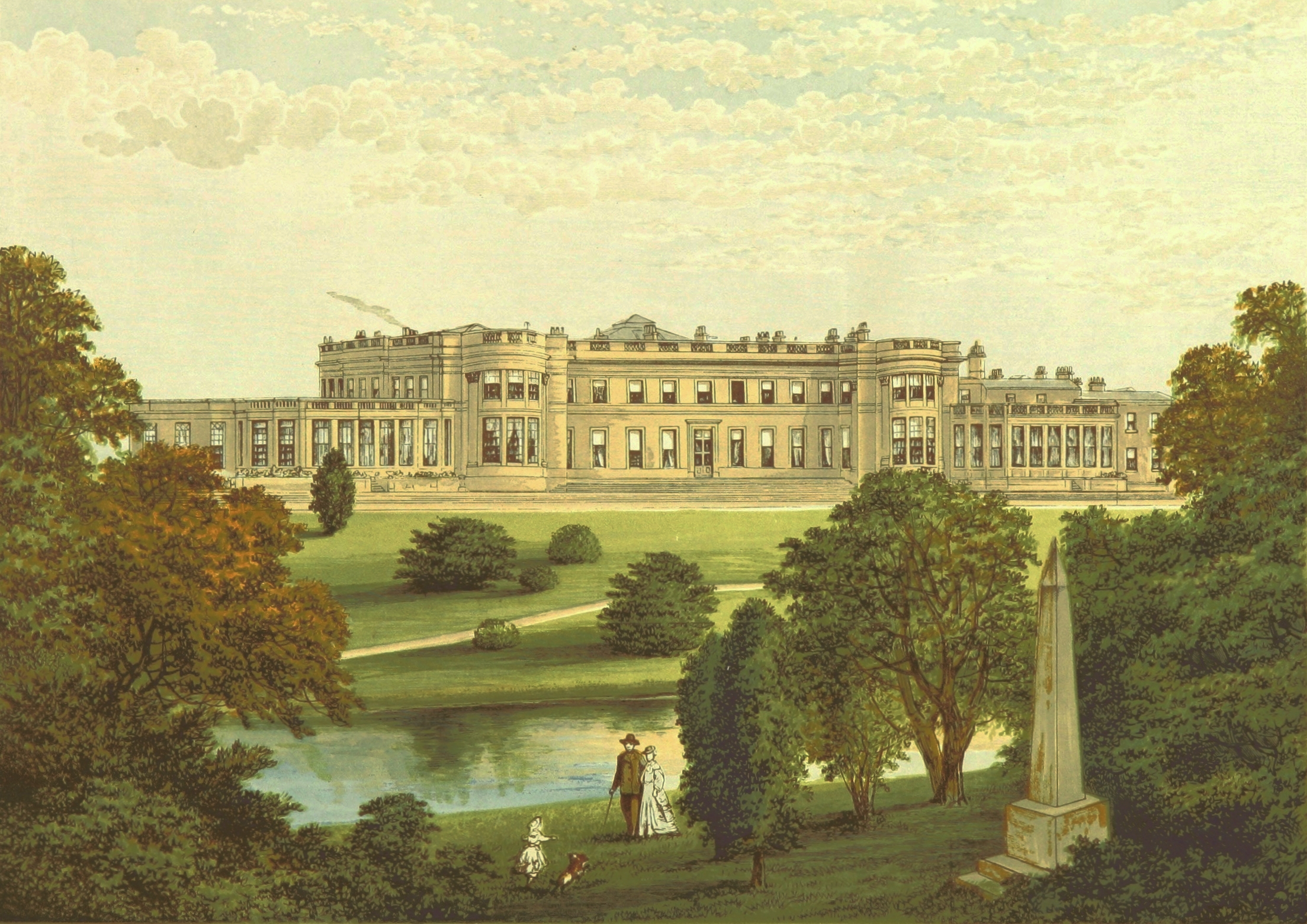
Wynyard Hall um 1880

Wynyard Hall, auch Wynyard Park genannt, ist ein großes Landhaus im englischen County Durham. Das Haus war der Sitz der Familie Vane-Tempest-Stewart, der Marquesses of Londonderry, einer englisch-irischen Adelsdynastie, wurde aber in den 1980er-Jahren verkauft.

## Das Haus
Wynyard Hall wurde von Philip Wyatt entworfen und in den Jahren 1822 bis 1828 gebaut. Die Eingangsfassade hat 13 Joche und einen gigantischen korinthischen Portikus mit sechs Säulen. Die Eingangshalle ähnelte der von Mount Stewart, dem Familienanwesen in Nordirland. Sie hat ein mit Kassetten versehenes, segmentiertes Tunnelgewölbe mit Apsiden an beiden Enden und in der Mitte. Es gab einen großen Kristalllüster, der von der Decke hing. Die achteckige Haupthalle in der Mitte erstreckt sich auf die volle Gebäudehöhe und hat eine von Karyatiden getragene Kuppel mit einem Oberlicht. Es gibt auch einen Spiegelsalon mit vergoldeter und bemalter Decke und einen weitläufigen Ballsaal, ähnlich dem in der Familienresidenz in London, dem Londonderry House.
Der Familienflügel des Herrenhauses wurde Duke’s Wing (dt.: Herzogsflügel) genannt, nachdem der Duke of Wellington zu Besuch gewesen war und dort genächtigt hatte. Dieser Teil des Hauses beherbergte auch die Duke’s Gallery, wo die Familie ihre berühmte Kunstsammlung untergebracht hatte, wenn sie nicht in London weilte.

## Gärten
Viele Statuen zieren den großen Eingangshof vor dem Haus und den breiten Weg, der zu einem Obelisken führt. Dieser, 39 Meter hoch, erinnert an den arrangierten Besuch des Nationalhelden Duke of Wellington im Jahre 1827, als er Premierminister war. Zu seinen höchsten Zeiten im 19. Jahrhundert bedeckte das Anwesen von Wynyard Park eine Fläche von 28 Quadratkilometern in Teesside.
Auf dem Grundstück befinden sich heute ein 6,1 Hektar großer See, ein eingefriedeter Garten, zwei Eingangsloggias, drei Bauernhöfe, ein früherer Rennhof und bewirtschaftetes Bauernland.

## Geschichte
Der Bau des Herrenhauses wurde von Benjamin Wyatt begonnen und von Philip Wyatt fertiggestellt. Sie arbeiteten im Auftrag des 3. Marquess of Londonderry, einem bekannten Kohlenmagnaten und Gründer des Hafens von Seaham. Der Marquess investierte £ 130.000 (entsprechend £ 10.483.000 im Jahre 2015) in den Bau und die Ausstattung des Hauses. 1841, als das Herrenhaus gerade fertiggestellt war, brach ein Brand aus und griff auf das Haus über. Es wurde später von Ignatius Bonomi restauriert und umgestaltet.
Bereits seit dem Mittelalter hatte es ein Haus an dieser Stelle gegeben und der 3. Marquess ließ Teile eines älteren Gebäudes aus dem 18. Jahrhundert in sein Haus mit einbauen.
Im 19. Jahrhundert gehörten George Vane-Tempest, der 1854 Earl Vane und 1872 5. Marquess of Londonderry wurde, umfangreiche Ländereien: 110 km² in Irland und 93 km² in England und Wales. Er hatte auch 26 Jahre lang einen Sitz im House of Commons inne.
Nach dem Tod des 5. Marquess 1884 wurde sein ältester Sohn, Charles, der 6. Marquess. Die Gattin des 6. Marquess, Lady Londonderry, war das Vorbild für die berühmte Lady Roehampton in Vita Sackville-Wests The Edwardians (1930). Das Anwesen blieb bis 1987 in den Händen der Familie Londonderry, auch wenn es 1945–1960 an eine Lehrerbildungsanstalt vermietet war und in dieser Zeit das meiste originale Mobiliar durch Verkäufe und Zerstörung verlorenging.
Das Anwesen wurde 1987 an den Geschäftsmann Sir John Hall zusammen mit 20 km² Grund verkauft. Hall investierte £ 4 Mio. in die Restaurierung des Hauses, die von Robert Lord beaufsichtigt wurden. Später machte er Wynyard Hall zu seinem privaten Heim und Hauptquartier seiner Firma. Das Anwesen mit dem Haus und 320 Hektar Parkland stand im Juli 2002 für £ 8 Mio. zum Verkauf. Heute ist es ein Vier-Sterne-Hotel, wobei der Familie Hall noch ein kleiner Teil des Grundstückes gehört.

## Königliche Besuche
Der Prince und die Princess of Wales (später König Eduard VII. und Königin Alexandra) waren häufige Besucher in Wynyard Hall. Als König leitete Eduard VII. 1903 dort ein Privy Council – das erste Mal seit 1625, dass solch ein Beraterkomitee des Königs sich im Hause eines Untertanen traf.

## Leben in Wynyard Park
Es gibt drei Neubaugebiete – zusammen etwa 800 Wohnhäuser – auf dem Gebiet des früheren Wynyard Park: Wynyard Village, Wynyard Woods und Wynyard Park, alle südlich der Autobahn A689.
Es gibt einen Golfclub am Wellington Drive.
Chris Musgrave, ein Geschäftsmann aus Hartlepool, kaufte Land nördlich der A689. Eine Zeitlang wurde Wynyard Park als Geschäftsgebäude von Samsung genutzt. Pläne zum Bau umweltfreundlicher Wohnhäuser wurden von der Gemeindeverwaltung genehmigt. In dem Neubaugebiet sollen 2000 Wohnhäuser, ein Drei-Sterne-Hotel und ein modernes Fünf-Sterne-Hotel für Geschäftsreisende entstehen. Frühere Pläne zum Bau eines Krankenhauses für £ 464 Mio. auf dem Gelände hat man wieder aufgegeben.